# Johannes van Neercassel

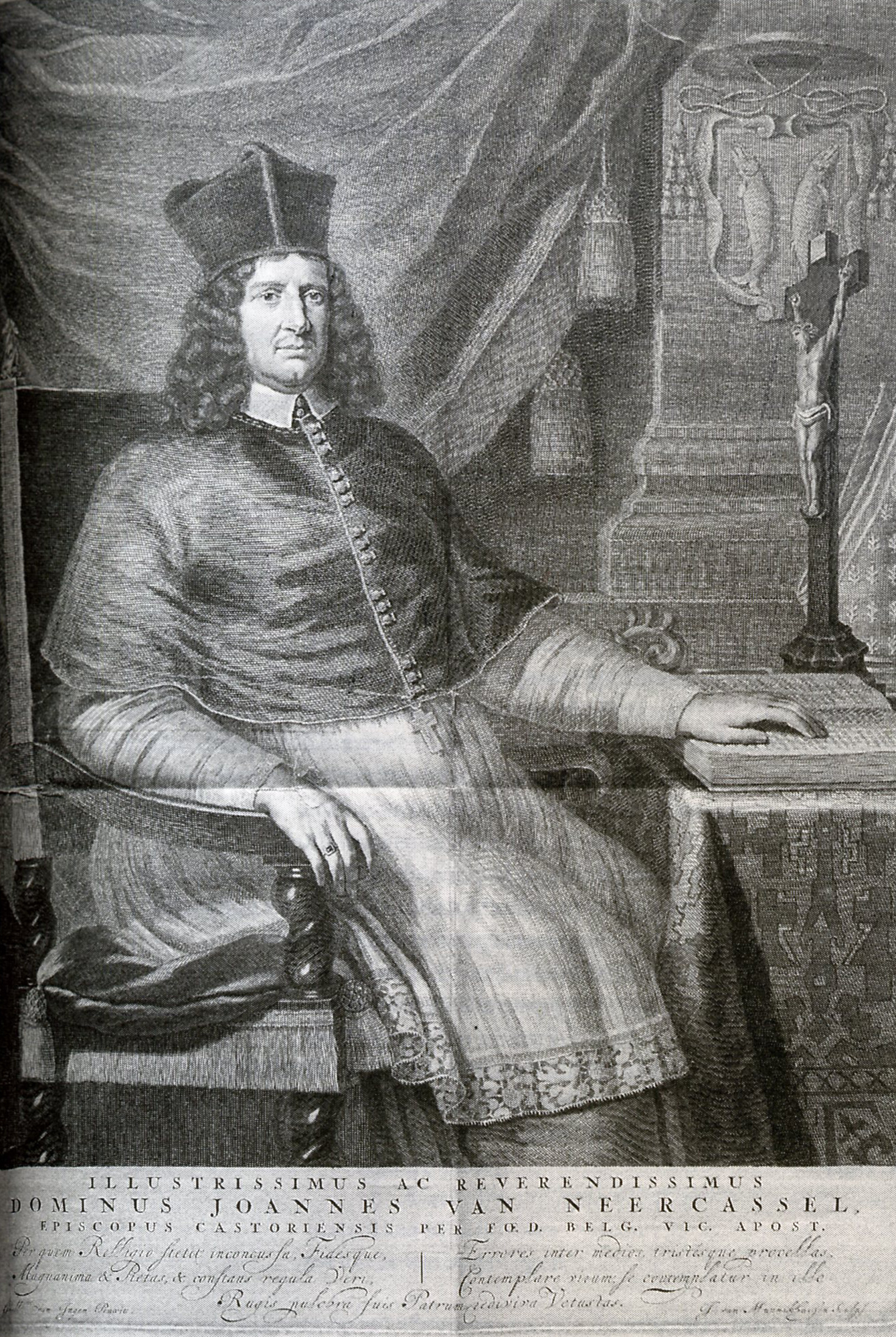
Johannes van Neercassel nach einem Stich von Willem van Ingen

Johannes Baptista van Neercassel (* 1623 in Gorinchem; † 6. Juni 1686 in Zwolle) war von 1663 bis 1686 Apostolischer Vikar der niederländischen Mission (Missio Hollandica, in der römisch-katholischen Tradition) bzw. Erzbischof von Utrecht (in der alt-katholischen Tradition).

## Leben
Johannes van Neercassel studierte in Löwen und Paris, wo er in das Oratorium aufgenommen wurde. Im Jahre 1648 wurde er zum Priester geweiht und im Jahre 1652 trat er in den Dienst der niederländischen Mission. Im Jahr 1662 wurde er zum Koadjutor und Titularbischof von Castoria ernannt. Im Jahr 1663 folgte er Boudewijn Catz als Apostolischer Vikar nach.
In dieser Funktion unterhielt er gute Beziehungen zu den zivilen Behörden, um die Toleranz gegenüber Katholiken zu vergrößern. Utrecht wurde im Jahre 1672 von den Franzosen besetzt und die öffentliche Ausübung der katholischen Religion war wieder erlaubt. Die Kathedrale wurde wieder als römisch-katholische Kirche eingerichtet und Van Neercassel konnte hier mehrmals die Messe feiern. Am 22. August 1673 fand sogar eine große Fronleichnamsprozession in Utrecht statt, wobei Van Neercassel die Monstranz mit dem Allerheiligsten trug. Van Neercassel erhoffte eine Wiederherstellung des Bistums Utrecht, doch in Rom war man zögerlich. Die Kurie tat nichts für die Wiederherstellung des Sitzes unter der Vorherrschaft Frankreichs. Die Alt-Katholische Kirche sieht Van Neercassel in der (erz-)bischöflichen Linie stehend.
Bereits im Jahre 1673 zogen sich die Franzosen aus Utrecht zurück und die Freiheiten, welche die Katholiken unter ihrer Herrschaft genossen hatten, wurden wieder abgeschafft. Obwohl kaum Vergeltung von protestantischer Seite zu erwarten war, hielt Van Neercassel es für klüger, die Republik vorläufig zu verlassen. Aus dem Ausland und später in Leiden setzte er seine missionarische Arbeit in den Niederlanden fort. Er starb am 6. Juni 1686 an einer Lungenentzündung.
Johannes van Neercassel war eine international angesehene Persönlichkeit mit hervorragenden Kontakten in Frankreich und Rom. Er wurde als Vertreter eines spirituellen Jansenismus gesehen und unterhielt gute Beziehungen zu Port-Royal. Den Jesuiten gelang es schließlich, seine Position zu untergraben. Seine theologische Abhandlung Amor poenitens von 1683 wurde 1690, nach seinem Tod, auf den Index gesetzt.

## Werke
- Amor poenitens sive de divini amoris ad poenitentiam necessitate, et recto clavium usu. Apud Joannem Arnoldi & socios, 1683, Amor poenitens in der Google-Buchsuche.